# Ильющенко, Елена Михайловна
Еле́на Миха́йловна Илью́щенко (4 [17] июня 1904, Тифлис, Российская империя — 16 января 1987, Москва, СССР) — советская балерина.

## Биография
Родилась в Тифлисе 4 (17) июня 1904 года.
Окончила Московское хореографическое училище (педагог В. Д. Тихомиров) и сразу была принята в Московский Большой театр. С 1918 года участвовала в спектаклях студии «Мастерская балетного искусства» Голейзовского, который привнес на сцену новые темы и пластику. Студия Голейзовского просуществовала до 1924 года, затем он сам был приглашен в Большой театр, где к тому времени работали многие его студийцы, среди которых и Елена Ильющенко.
В 1919—1959 годах служила в Большом театре. В 1946–1959 годах — балетмейстер-репетитор. 
Была женой режиссёра Сергея Юткевича. Дочь — Наталья Сергеевна Юткевич, редактор на киностудии.
Похоронена на Новодевичьем кладбище.

## Партии
- 1920 — «Лебединое озеро», экспериментальная постановка В. И. Немировича-Данченко и А. А. Горского Одетта (первая исполнительница постановки)
- 1925 — «Иосиф Прекрасный» С. Н. Василенко, балетмейстер К. Я. Голейзовский, Экспериментальный театр, Москва царица Тайах
- «Спящая красавица» в хореографии А. M. Мессерера и А. И. Чекрыгина фея Сирени;
- «Хованщина». Балетный акт в опере — Персидка
- «Баядерка» — Гамзатти
- 1930 — «Футболист» В. А. Оранского, Большой театр, балетмейстеры Л. А. Лащилин, И. А. Моисеев Дама
- «Спящая красавица» в хореографии А. M. Мессерера и M. M. Габовича фея Карабос
- 1934 — «Половецкие пляски», балетмейстер К. Я. Голейзовский Чага
- 1946 — «Ромео и Джульетта», балетмейстер Л. М. Лавровский сеньора Капулетти (признается как одна из лучших работ балерины)[3].

## Награды
- Орден «Знак Почёта» (27 мая 1951 года) — за выдающиеся заслуги в развитии советского музыкально-театрального искусства и в связи с 175-летием со дня основания Государственного ордена Ленина Академического Большого театра СССР[4].
- Почётная грамота Президиума Верховного Совета РСФСР (25 мая 1976 года) — за многолетнюю плодотворную работу в области советского искусства и в связи с 200-летием Государственного академического Большого театра СССР[5].